# Učiteljica (Poljanec)
Učiteljica je delo Ljudmile Poljanec, ki je izšlo leta 1899 v Domu in svetu.

## Vsebina
Marijca je bila visokoraslo dekle črnih oči in črnih kodravih las, bila je ljubezniva in tiha. Ko je prišla iz zavoda, je bila stara 16 let. Tam se je naučila raznih stvari, ki se jih otroci v domači šoli niso naučili. Otroci so bili veseli, ko je prišla domov. Nekega dne jo je Marijanka vprašala, kdo jo je naučil tako lepo peti, in ji povedala, da naj bo ona učiteljica. Otroci so povedali, da bodo oni šli k njej v šolo. Marijci se je ob teh besedah utrnila solza. Odšli do proti domu, otroci pa je niso več upali nič vprašati. Preden so se razšli, jim je povedala, da je popoldne ne bo k njim, in od takrat naprej je bila redko med njimi. Otroci je kmalu niso več pogrešali, le Marijanka jo je. Nekoč je odšla do nje in jo vprašala, zakaj noče biti učiteljica. Marijca ji je povedala, da bi ona bila rada učiteljica, a se ne more izšolati za učiteljico. Marijanki je bilo žal za Marijco. Čez nekaj tednov je Marijca odšla k bogatemu stricu, Marijanka pa je morala spomladi v šolo. Marijca se je poleti vrnila domov, bila je bleda in upadlih lic. Marijanka je pogosto hodila k njej in se z njo pogovarjala. Nekega dne je Marijca zbolela in čez nekaj dni umrla. Marijca je Marijanki za vedno ostala v njenem spominu, saj je bila njena »prva, idealna učiteljica«.

## Vir
Ljudmila Poljanec. Učiteljica. Spisala Marijanka. Dom in svet 12/9. 268–270. dLib